# نقش توغو

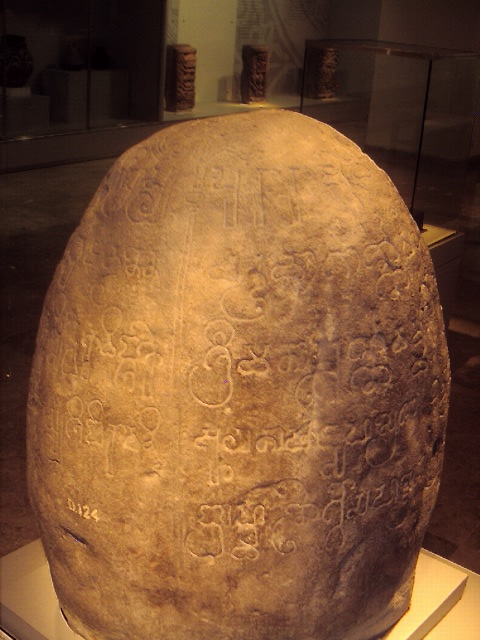
نقش توغو في المتحف الوطني الإندونيسي.

نقش توغو (بالإندونيسية: Prasasti Tugu) هو واحد من أوائل نقوش تاروماناغرا التي تعود إلى القرن الخامس الميلادي والتي تم اكتشافها في قرية باتومبوه، قرية توغو في كوجا شمال جاكرتا إندونيسيا. يحتوي النقش على معلومات حول المشروعات الهيدروليكية، وتحزي مشروع الري والصرف في نهر تشاندرابهاغا بأمر من راجاديراجاجورو، وأيضًا مشروع المياه لنهر جوماتي بأمر من الملك بورناوارمان في العام 22 من حكمه. تم تنفيذ مشروع الحفر لتوسيع النهر من أجل تجنب الفيضانات في موسم الأمطار، وكمشروع للري خلال موسم الجفاف.
في عام 1911 بمبادرة من بي دي روو دي لا فايلي، نُقِلت نقوش توغو إلى متحف باتافياش جينوتسشاب فان كونستين إن وتينشابن (أصبح الآن متحف إندونيسيا الوطني) برقم الجرد D.124. تم نقش النقش على حجر مستدير يشبه البيض مساحته حوالي متر واحد.

## المحتوى
كُتب نقش التوغو بخط بالافا، وهو نص ما قبل التاميل، مُرتَّب على هيئة سنسكريت سلوكا بمقياس أنوستوباه، ويتألف من خمسة سطور تدور حول سطح الحجر. تماما مثل النقوش الأخرى من مملكة تاروماناغارا لا تذكر نقوش توغو تاريخ المرسوم. تم تقدير تاريخ النقوش وتحليلها وفقًا للدراسة القديمة التي خلصت إلى أن النقوش نشأت في منتصف القرن الخامس. يحمل نص نقش التوغو ونقش سيدانغيانغ تشابهًا لافتًا، مثل نص «سيترالايخا» المكتوب باسم «سيترالايخا»، مما يؤدي إلى افتراض أن كاتب هذه النقوش كان هو نفس الشخص.
نقش التوغو هو أطول نقوش تاروماناغارا تُصدر بقرار من سري مهراجا بورناوارمان. تم النقش في السنة الثانية والعشرين من حكمه، للاحتفال بإنجاز قنوات نهري غوماتي وكاندرابهاغا. يوجد على النقش صورة لموظف توج بتريسولا مباشرة لتمييز الفصل بين بداية ونهاية كل جملة.

### الترجمة
| نقش توغو | منذ فترة طويلة، تم حفر النهر المسمى كاندرابهاغا من قبل مهراجا النبيل الذي لديه أذرع قوية وضيقة، بورناوارمان، لتوجيه تدفق (الماء) إلى البحر، بعد تدفق القناة من قبل قصره الملكي الشهير. في العام 22 من عرش صاحب الجلالة الملك بورناوارمان الذي يضيء المشرق بسبب ذكائه وحكمته وأصبح العلم الملكي (زعيم) لجميع الملوك (والآن) أمر بحفر النهر (القناة) مع مياه واضحة جميلة (القناة) المسماة غوماتي، بعد القناة تتدفق من خلال منتصف مسكن الشيخ النبيل (جد الملك بورناوارمان). تم بدء المشروع في يوم محظوظ، حيث ظل 8 أشهر (قمرية) مظلمًا من شهر كايترا، ولم يستغرق (المشروع) سوى 21 يومًا، وكان طول القناة 6122 قوس. تم تنفيذ الحفل من قبل براهمة مع 1000 من الأبقار التي قدمت كهدية | نقش توغو |